# Anaphrodisiaque
Une substance anaphrodisiaque, ou antiaphrodisiaque, est une substance qui réduit ou annule les désirs sexuels.
Le mot fait également référence à un effet : une surdose d'activité physique joue un rôle anaphrodisiaque. Conditionner quelqu'un lors d'une thérapie  en faisant une désensibilisation systématique à certains stimulus peut avoir un effet anaphrodisiaque dans les cas de déviance sexuelle grave.

## Liste de plantes et substances réputées anaphrodisiaques
- Marjolaine[réf. nécessaire]
- Camphre[1]
- Nitrate de potassium
- Nénuphar blanc (nymphea alba) y compris sous la forme de parfum [2],[3]
- Bromure[4]
- Poivre des moines issu du Vitex agnus-castus [5] Gattilier[6] (utilisé comme aphrodisiaque en homéopathie et anaphrodisiaque en phytothérapie)
- Coriandrum sativum[7]
- Écorce de saule[8]
- Ajonc[9]
- Myrrhe
- Mashua
- Jujube
- Laitue[10]
- Opium[11]
- Houblon[12]
- Réglisse
- Medicaments sédatifs gabaergiques de type A : benzodiazépines, barbituriques.

## Histoire des usages
Au contraire des plantes aphrodisiaques qui attisent les désirs sexuels, il ressort des substances anaphrodisiaques issues par exemple de l'extrait ou de l'arôme du Nénuphar Blanc (Nymphéa alba) ou de l'extrait de Gattilier (Vitex agnus castus) que leur effet de restriction du désir sexuel, effet très rarement retrouvé sur la santé dans les bases de données traditionnelles et scientifiques de l'humanité, est utilisé en réalité depuis l'Antiquité. Son effet vertueux a été recherché par exemple par les Athéniennes désireuses de rester chastes avant de se marier. Les plantes aux effets anaphrodisiaques sont donc des plantes d’amour véritable dans la mesure où elles aident à se prémunir contre des amours sans lendemain qui pourraient compromettre l'avènement du grand et véritable amour scellé par le mariage à cause, par exemple, d'une MST ou d'une grossesses non désirée. Son effet était également recherché à des fins religieuses, afin de conserver la chasteté avant le mariage, ou à des fins de performance intellectuelle ou sportives afin de conserver un esprit froid et concentré, mais également pour triompher de tentation d'adultère par exemple et obtenir ainsi des grâces, faveurs ou bénédictions selon les promesses de telle ou telle religion. Dans l'antiquité, les vestales protégeaient la cité où elles résidaient par le seul fait qu'elles sacrifiaient la préservation de leur pureté aux dieux. D'un point de vue sacré cette rare vertu anaphrodisiaque de certaines plantes a également été utilisée à des fins de concentration mystique, notamment pour les personnes désireuses d'entrer en période de jeûne intense, pour les mystiques et ascètes désireux de garder leur pureté de corps et d'esprit, pour les religieux de toutes les religions ou courants philosophiques désireux de se prémunir contre des tentations, notamment lorsqu'ils se retrouvent contraints d'être exposés dans des situations d'interaction mondaine risquée par exemple.

## Le rôle de l'activité physique
Faire de l'exercice physique joue un rôle aphrodisiaque mais une surdose d'activité physique joue un rôle anaphrodisiaque. Des études faites par des chercheurs de l'université d'Alberta au Canada dont les résultats ont été publiés dans le journal de l'Association médicale américaine, apportent une caution scientifique aux constatations signalées par certains coureurs[réf. nécessaire].
En effet, chez les hommes qui ont l'habitude de courir plus de 60 km par semaine, on voit se réduire le niveau de la production de l'hormone mâle (testostérone), ce qui pourrait contribuer à la baisse de l'appétit sexuel. L'échantillon analysé comparait 31 sportifs et 18 hommes sédentaires [réf. nécessaire].
Courir plus de 15 km par jour serait anaphrodisiaque[réf. nécessaire].

## Médicament alphastimulant
Les alpha 2 stimulants sont des médicaments qui stimulent les récepteurs alpha-adrenergiques de type 2. Ils diminuent l'effet de l'adrénaline et de la noradrénaline au niveau central. Ils ont un rôle dans l'inhibition (réduction) du désir sexuel. Ex. : antihypertenseur comme la clonidine.

## Mashua (capucine tubéreuse)
Le mashua a un goût puissant et une réputation d'anaphrodisiaque.
Le chroniqueur espagnol Cobo rapporte que les empereurs incas faisaient consommer des capucines tubéreuses à leurs soldats afin qu'ils n'aient plus leurs femmes en tête.

## Castration chimique
La castration chimique, consiste à ingérer des médicaments qui vont déclencher une baisse de la production de testostérone et ainsi diminuer les pulsions sexuelles. Ce procédé est appliqué pour la réinsertion des auteurs d'agression sexuelle sur des enfants : il permet une meilleure réinsertion sociale. La castration chimique est très peu appliquée, sauf en Allemagne sur la base du volontariat.
Le mécanisme de castration chimique existe aussi chez les punaises, notamment Lygus hesperus (en) : lors de l'accouplement, le mâle transfère à la femelle un composé répulsif avec son spermatophore, l'acétate de myristyle qui a une fonction anaphrodisiaque, la femelle perdant alors son pouvoir de séduction.